# Sphingonotus tenuipennis
Sphingonotus tenuipennis är en insektsart som beskrevs av Leo L. Mishchenko 1937. Sphingonotus tenuipennis ingår i släktet Sphingonotus och familjen gräshoppor.

## Underarter
Arten delas in i följande underarter:
- S. t. tenuipennis
- S. t. secundus